# Gerlinde Schlenker
Gerlinde Schlenker (* als Gerlinde Dittmar am 13. Januar 1946 in Eisleben, zeitweilig unter ihrem Ehenamen Gerlinde Voigt bekannt) ist eine deutsche Mediävistin.
Gerlinde Schlenker studierte an der Martin-Luther-Universität Halle-Wittenberg (MLU) Geschichte und Sport. Sie schloss das Studium 1970 mit dem Staatsexamen ab und war bis 1972 Lehrerin. 1972 wurde sie wissenschaftliche Assistentin, 1979 Oberassistentin im Wissenschaftsbereich der Sektion Geschichte/Staatsbürgerkunde der MLU. Die Promotion A erfolgte 1980. Sie habilitierte sich 2000. Die Gutachter waren Hans-Joachim Bartmuß, Walter Zöllner und Matthias Springer. Seit 1991 war Schlenker wissenschaftliche Mitarbeiterin am Institut für Geschichte an der MLU. Sie befasst sich mit der Geschichte der Liudolfinger (Ottonen) und der mittelalterlichen Agrargeschichte ebenso wie mit der regionalen Geschichte, vor allem landeshistorischen Forschungen über Zisterzienser- und Benediktinerklöster, Bischöfe, Adelsgeschlechter, zu den Flüssen Saale und Unstrut, zur Region des Mansfelder Landes sowie zur Alltagsgeschichte des Mittelalters. Sie ist wissenschaftliche Beirätin im Bildungsverein „Studium Hallense e. V.“ 

## Schriften
- mit Gerd Lehmann und Artur Schellbach (Hrsg.): Geschichte Sachsen-Anhalts in Daten. Koehler und Amelang, München 1993, ISBN 3-7338-0173-3.
- mit Jürgen Laubner: Die Saale. Porträt einer Kulturlandschaft. Koehler und Amelang, München 1996, ISBN 3-7338-0210-1.
- Bäuerliche Verhältnisse im Mittelelbe- und Saalegebiet vom 12. bis 15. Jahrhundert. Stekovics, Halle 2000, ISBN 3-932863-95-X.
- mit Axel Voigt: Kaiserin Adelheid (931–999). Consors regni (Teilhaberin der Macht – Mitgestalterin der Reichspolitik). Frankenschwelle, Hildburghausen 2000, ISBN 3-86180-103-5.
- mit Jürgen Laubner: Die Unstrut. Porträt einer Kulturlandschaft. mdv, Halle 2002, ISBN 3-89812-137-2.
- mit Axel Voigt: Konrad I. (um 1098–1157). Markgraf von Meißen und der sächsischen Ostmark. Mitteldeutscher Verlag, Halle 2007, ISBN 3-89812-494-0.
- Mansfelder Land. Porträt einer Kulturlandschaft. Schäfer, Langenbogen 2008, ISBN 978-3-938642-30-6.